# هاري إديسون
هاري إديسون (بالإنجليزية: Harry Edison)‏ هو عازف جاز أمريكي، ولد في 10 أكتوبر 1915 في كولومبوس في الولايات المتحدة، وتوفي بنفس المكان في 27 يوليو 1999.

## وصلات خارجية
- هاري إديسون على موقع IMDb (الإنجليزية)
- هاري إديسون على موقع ميوزك برينز (الإنجليزية)
- هاري إديسون على موقع أول ميوزيك (الإنجليزية)
- هاري إديسون على موقع ديسكوغز (الإنجليزية)
- هاري إديسون على موقع قاعدة بيانات الفيلم (الإنجليزية)